# Sufrágio restrito
O sufrágio restrito é denominação dada às restrições ao direito de votar, em oposição ao denominado sufrágio universal, o sufrágio é restrito quando a prerrogativa de um cidadão participar da administração pública sofre certos tipos de restrição.
Ao longo da história, o direito ao voto foi sendo estendido e universalizado na maioria dos países democráticos. Entre as restrições que foram abolidas pode-se destacar a restrição ao voto das mulheres, dos analfabetos, dos pobres e das pessoas que não são brancas.

## Tipos de sufrágio restrito
- Sufrágio censitário (ou pecuniário): o requisito é a riqueza, exigindo certos tributos que devem ser pagos ao Estado;
- Sufrágio capacitário: exige determinado nível de instrução, selecionando os mais "capacitados" intelectualmente partindo do pressuposto de que os "incapacitados" causariam a ingerência política, por não terem discernimento e capacitação reflexiva necessária;
- Sufrágio racial: importa a origem da pessoa, é principalmente voltada ao veto para os negros e outros não-brancos.
- Sufrágio partidário: somente filiados a determinado partido político determinam assuntos referentes ao partido.
- Sufrágio masculino: apenas os indivíduos de sexo masculino podem votar.